# Adolf Salvendi
Adolf Salvendi (geboren 18. Januar 1837 in Waag-Neustadl; gestorben 23. Dezember 1914 in Karlsruhe) war ein deutscher Rabbiner.

## Leben

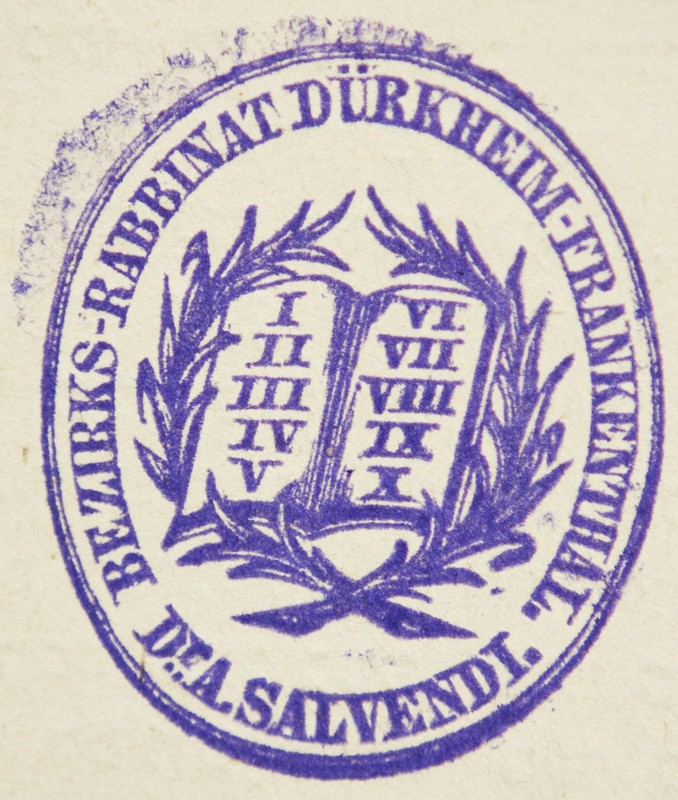
Buchstempel von Adolf Salvendi

Adolf Salvendi erhielt seine erste Ausbildung in seiner Geburtsstadt durch den dortigen Rabbiner Josef Weisse.
Ab dem 8. November 1858 studierte er acht Semester an der Universität Breslau, am 2. November 1862 wurde er an der Universität Jena mit der Dissertation Joseph Kimchi, nach seinen Werken skizziert promoviert (ungedruckt).
Zunächst wurde er 1864 kurzzeitig Rabbiner in der westpreußischen Stadt Berent und folgte dann einem Ruf in die bayerische Pfalz. Er war von 1866 bis zum 1. Januar 1909 Bezirksrabbiner des Bezirksrabbinats Dürkheim-Frankenthal mit Sitz in Dürkheim.
Er war strikter Vertreter des orthodoxen Judentums, was zu Problemen mit den Vertretern des liberalen Judentums in vielen Gemeinden seines Bezirksrabbinats führte.
Im Verein Lemaan Zion, einer zionistischen Vereinigung für Deutschland, und im Verein zur Erziehung jüdischer Waisen in Palästina, die beide in Frankfurt am Main ihren Sitz hatten, betätigte er sich. Als ihm seine Verehrer bei seinem 70. Geburtstag eine Summe für eine Palästinastiftung zur Verfügung stellten, bestimmte er, dass durch diese Stiftung in der Salvendi-Kolonie ein Neubau des Waisenhauses errichtet werden sollte.
Seine erste Ehefrau war Augusta Meyer (1842–1870), seine zweite Charlotte-Schönche (1846–1910). Sein Grab und das seiner zweiten Frau befinden sich auf dem jüdischen Friedhof in Karlsruhe.
Sein Sohn Hugo Salvendi (geb. 20. Februar 1877 in Dürkheim) war Mediziner und wurde 1942 im KZ Auschwitz ermordet.

## Schriften
- Predigten, I. Sammlung. Frankfurt am Main 1866.
- Aller Anfang mit Gott, Frankfurt am Main 1867.
- Der Mann und seine Zeit. Predigt, gehalten in der Synagoge zu Dürkheim am 9. Juni 1866, Frankfurt am Main 1867.
- ‘Aleh Zayīth. Ein Oelblatt am Baume meines Lebens. Ein wohlverdientes, ehrendes Denkmal für meine in der Blüte des Lebens mir entrissene Frau Augusta geb. Meyer, Karlsruhe 1871.
- ’Īlōnē ma’achāl we’īlōnē serāq. Fruchttragende und fruchtlose Bäume. Eine Zeitbetrachtung, Wien 1876.